# Vennikel
Vennikel ist einer von sechs Ortsteilen von Kapellen, einem Stadtteil der nordrhein-westfälischen Großstadt Moers im Kreis Wesel. Der Ort, der im südwestlichen Bereich der Stadt Moers liegt, hat 2.202 Einwohner (Stand Dezember 2023).

## Lage

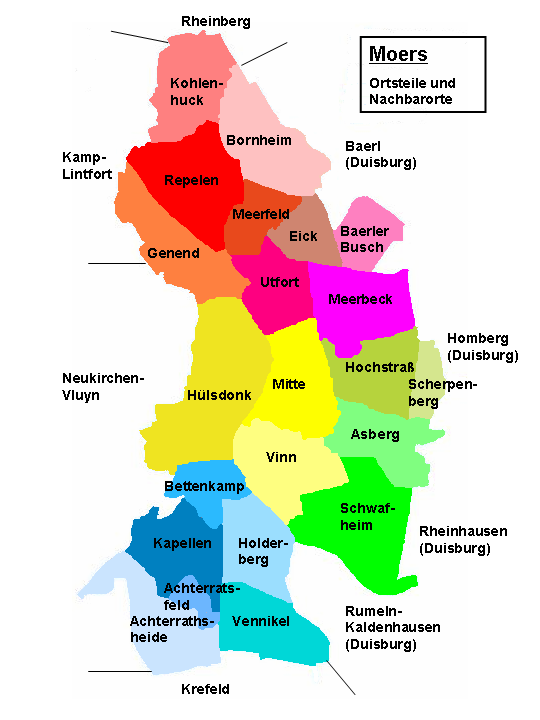
Wohnplätze von Moers; Vennikel liegt im südlichen Bereich von Moers

Vennikel liegt im südöstlichen Bereich vom Stadtteil Kapellen und grenzt im Süden an Krefeld und im  Osten und Nordosten an Rumeln-Kaldenhausen, einen Stadtteil von Duisburg. Im Westen wird Vennikel von den Wohnplätzen Kapellen-Mitte, Achterathsfeld und Achterathsheide begrenzt.

## Geschichte
Der Name Vennikel, in älteren Veröffentlichungen auch Vennickel geschrieben, kann auf die germanischen Wörter „ven“ und „vinkil“ zurückgeführt werden. Mit ven wurde ein Sumpf bezeichnet und mit vinkil ein örtlicher Winkel. Damit bedeutet der Gebietsname ein höher liegendes sumpfiges und waldiges Gebiet.
Die bäuerliche Besiedlung des Gebietes von Vennikel ist bis zum Beginn des Hochmittelalters nachweisbar. Wie bei mehreren Ortsplätzen in Moers hatte zu dieser Zeit die Abtei Werden auch Besitz im Bereich von Vennikel. Im Urbar dieser Abtei, das um 900 entstand, wurde diverser Streubesitz in der Umgebung des Herrenhofes Friemersheim aufgelistet. Neben anderen wurden auch zwei Hufe Besitz in „Fenikinne“ angeführt. Bemerkenswert ist die Erwähnung von Vennikel im Atlas Maior, der zwischen 1662 und 1665 herausgegeben wurde. Dort wurden in der Karte für das Herzogtum Jülich und Berg im aktuellen Stadtgebiet von Moers neben Moers nur die Bauerschaften Capellen, Repelen und „Vennekel“ eingezeichnet.
Das Gebiet um Vennikel war durch die Nähe zu Moers im Mittelalter und zu Beginn der Neuzeit sowohl zur Grafschaft Moers wie auch zum Amt Linn, das zum Erzbistum Köln gehörte, ausgerichtet. Die Entwicklung verlief für das westliche und östliche Gebiet etwas unterschiedlich. In den südöstlichen Gebieten war der Einfluss der katholischen Kirche stärker als in den nordwestlichen Bereichen, die stärker von den religiösen Verhältnissen der Grafschaft Moers beeinflusst wurden. Entsprechend lebten im Bereich von Vennikel auch nach der Reformation überwiegend Katholiken, die vom katholischen Kirchspiel Bockum religiös betreut wurden, während nordwestlich vom Zentrum Vennikel überwiegend Protestanten wohnten, da in den sonstigen Moerser Gebieten die Bewohner zum reformierten Glauben gehörten. Bereits 1826 ist eine evangelische Elementarschule in Vennikel, die unter Pfarrei Capellen angeführt wurde, nachweisbar.
Bis zum Beginn der Franzosenzeit 1794 gehörte Vennikel zum Amt Uerdingen. Ab 1800 unterstand Vennikel der Mairie Bockum im Kanton Uerdingen und Arrondissement de Crévelt. Auch ab 1816 unter preußischer Oberhoheit war die Honschaft Vennikel dem Bürgermeisteramt Bockum, Kreis Krefeld, zugehörig. 1825 wird ein Weiler Vennikel „nächst Haus Traar im Kreis Krefeld“ in einer amtlichen Notiz angeführt. In einer Beschreibung von 1836 gehörte der Bereich von Vennikel weiterhin zur ländlichen Sammtgemeinde Bockum. In dieser Gemeinde waren neben Bockum die Honschaften Verberg, Oppum und Rath mit Vennikel zusammengefasst. Unverändert gehörten zur Honschaft Vennikel das Rittergut Traar und das Dorf Lüth. Die Gemeinde lag im Kreis Krefeld. 1834 lebten in diesem Teil von Vennikel 473 Personen in 77 Wohngebäuden. In Lüth waren es 184 Personen in 36 Häusern und im Rittergut lebten 14 Personen. Bis auf sechs Personen in Vennikel und 147 in Lüth, die zur evangelischen Kirche Krefeld gehörten, waren alle anderen Katholiken. Letztere gehörten zur katholischen Gemeinde von Bockum.
In der Beschreibung von 1836 wurde neben dem vorstehenden Gebiet von Vennikel, das zur Sammtgemeinde Bockum gehörte, auch ein kleinerer Bereich von Vennikel zusammen mit Tirgrathsfeld für die Sammtgemeinde Kapellen angegeben. In diesem Teil von Vennikel lebten in 29 Wohngebäuden 231 Personen, von denen 207 evangelisch waren. Die vergleichbaren Daten für Tirgrathsfeld lauten 7 Gebäude mit 47 Personen, die alle evangelisch waren.
1837 wurde der Gemeindeteil von Vennikel, der zur Sammtgemeinde Bockum gehörte, mit der Gemeinde Traar zur Gemeinde Rath-Vennikel zusammengelegt. Diese Gemeinde wurde ab 1886 in nur Traar umfirmiert. Die zwei Gemeindebereiche wurden wieder getrennt, da 1901 Traar eine selbständige Gemeinde war und Vennikel als Bauernschaft zur Gemeinde Kapellen gehörte. Neben Vennikel mit 219 Personen gehörten zu diesem Zeitpunkt in diesem Bereich folgende Gebiete zur Gemeinde Kapellen: Achterathsheide mit 74 Personen, Franzenhütte mit 44 Personen, Tirgrathsfeld mit 46 Personen und Viertelsheide mit 116 Personen.
Bei der kommunalen Neuordnung von NRW zum 1. Januar 1975 wurde die bisherige Gemeinde Kapellen nach Moers eingemeindet. Der im Süden liegende bisherige Ortsbereich Vennikel mit Tirgrathsfeld wurde geteilt. Die Bereiche Tirgrathsfeld und Viertelsheide verblieben bei Kapellen und wurden nach Moers als Wohnplatz Kapellen-Vennikel eingemeindet, während der nordwestliche Teil Franzenhütte nun zum Wohnplatz Kapellen-Achterathfeld gehörte. Der südlicher liegende Hauptbereich von Vennikel mit einer Fläche von 1,57 km² und 306 Einwohnern wurde dagegen abgetrennt und nach Krefeld ausgegliedert.

## Sehenswürdigkeiten
In der Liste der Baudenkmäler in Moers ist für Vennikel ein Baudenkmal aufgeführt:
- der um 1830 erbaute Peterhof (Buschmannsweg 1, 3), eine mehrteilige Hofanlage aus einem ehemaligen Herrenhaus und zwei Wirtschaftsgebäuden